# Temple protestant de Maine-Geoffroy à Royan
Le temple protestant de Maine-Geoffroy est un lieu de culte protestant situé dans un ancien faubourg de la ville de Royan, en Charente-Maritime. Il s'agit de l'un des plus anciens monuments de la ville.

## Historique
La première pierre de ce temple est posée en 1756, en des temps où l'église réformée était encore en proie aux vexations d'une partie des pouvoirs publics. Dans une partie de la région, la célébration du culte réformé se pratique dans une semi-clandestinité : c'est l'époque de l'Église du désert, où granges et maisons particulières tiennent souvent lieu d'édifice cultuel : les « maisons d'oraison ».
En Saintonge, les assemblées s'organisent sous la houlette de deux pasteurs : Louis Gibert et Jean Jarousseau, qui passera à la postérité sous le nom de « Pasteur du désert ». Cependant, en 1756, le début de la guerre de Sept Ans conduit l'administration à faire preuve d'une plus grande souplesse vis-à-vis des populations protestantes de la région royannaise. C'est ainsi qu'est finalement autorisée l'érection du temple de Maine-Geoffroy, lequel se situe dans ce qui est alors un faubourg relativement éloigné du reste de la cité. La maison d'oraison est aménagée dans une ancienne grange, ce qui explique qu'aujourd'hui encore, elle apparaisse comme enclavée dans la propriété « Piochaud ». Jusqu'en 1784 et la fondation d'un temple à Royan par Jean Jarousseau, le temple de Maine-Geoffroy est l'unique lieu de culte réformé de la ville. 
En 1828, le temple, devenu vétuste, est en partie remanié. Les travaux sont confiés à l'architecte Daniel Marrion et à l'entrepreneur René Janin. 
Le nouveau lieu de culte servira régulièrement jusqu'au milieu du XXe siècle, avant de sombrer peu à peu dans un relatif oubli, et de n'être guère plus utilisé que pour les services funèbres.  En 1996, le temple est acquis par la municipalité, qui prend en charge sa restauration, avant de le confier en 2001 au conseil presbytéral de l'église réformée de Royan. Celui-ci le met depuis lors à la disposition de l'église Nouvelle Alliance, néo-charismatique, qui y célèbre ses offices dominicaux.

## Description sommaire
Cet édifice, d'une grande sobriété, se compose d'un unique vaisseau de forme rectangulaire, éclairé de part et d'autre par une série de baies en plein cintre. Une toiture basse à deux versants en tuiles romanes couvre l'ensemble. 
La façade, dirigée vers l'Est, est divisée en quatre registres verticaux : dépourvue de toute ornementation, elle est percée d'une unique porte surmontée de l'inscription : « Maison de Prière ». Deux baies ménagées dans le mur occidental éclairent le chœur du sanctuaire.

## Maisons d'oraison dans la presqu'île d'Arvert
Le temple de Maine-Geoffroy est la seule ancienne « maison d'oraison » à relever du patrimoine public. Deux autres édifices semblables sont situés dans la presqu'île d'Arvert : tous sont aujourd'hui désaffectés et intégrés à des propriétés privées. Il s'agit de la maison d'oraison de Avallon, à Arvert (1755, remaniée en 1834) et de celle de Luzac (1757). Les derniers vestiges de la maison d'oraison de Paterre, à Chaillevette, ont été démolis par son propriétaire en 1999.